# Carling Bassett
Carling Bassett (Toronto, 9 oktober 1967) is een tennisspeelster uit Canada.
Op elfjarige leeftijd verhuisde ze naar Florida om daar tennis te gaan trainen, en op 15-jarige leeftijd professional te worden.
Ook speelde ze in enkele films mee, onder andere in Spring Fever.
Tussen 1982 en 1987 speelde ze voor Canada 21 partijen in de Fed Cup.
In 1987 huwde ze dubbelspecialist Robert Seguso.
In 1988 kwam ze voor Canada uit op de Olympische zomerspelen in het enkel- en dubbelspeltoernooi.
Na haar tenniscarrière werd bekend dat ze leed aan boulimia.